# Lindsay Whalen
Lindsay Whalen, född den 9 maj 1982 i Hutchinson, Minnesota, är en amerikansk basketspelare som tog OS-guld i dambasket vid olympiska sommarspelen 2012 i London och 2016 i Rio de Janeiro.